# Сију
Сију (фр. Ceilloux) насеље је и општина у централној Француској у региону Оверња, у департману Пиј де Дом која припада префектури Клермон Феран.
По подацима из 2011. године у општини је живело 158 становника, а густина насељености је износила 17,58 становника/km². Општина се простире на површини од 8,99 km². Налази се на средњој надморској висини од 650 метара (максималној 796 m, а минималној 474 m).

## Демографија
| 1962. | 1968. | 1975. | 1982. | 1990. | 1999. | 2011. |
| ----- | ----- | ----- | ----- | ----- | ----- | ----- |
| 253   | 221   | 188   | 164   | 145   | 151   | 158   |

График промене броја становника у току последњих година